# Barbatia
Barbatia ist eine von Muschel-Gattung aus der Familie der Archenmuscheln (Arcidae).

## Merkmale
Die meist gleichklappigen, selten auch etwas ungleichklappigen oder rechtssinnig um die Schlossachse verdrehten Gehäuse sind klein bis mittelgroß, länglich-eiförmig bis mehr oder weniger gerundet-rechteckig. Bei den ungleichklappigen Gehäusen ist die rechte Klappe etwas kleiner als die linke Klappe. Die Gehäuse sind nur wenig aufgebläht, d. h. sind vergleichsweise dünn (im Querschnitt durch beide Klappen). Das Dorsalfeld ist schmal. Die meist große und weite Öffnung für den Byssus erstreckt sich vom vorderen Ventralrand hin zum Vorderrand. Der breite, eher flache Wirbel ist nur leicht zum Vorderende hin verschoben, d. h. der hintere Dorsalrand ist etwas länger als der vordere Dorsalrand. Hinterrand und Vorderrand sind gerundet oder auch ziemlich eckig. Vom Wirbel kann ein zum Hinterrand verlaufender Rücken vorhanden sein.
Das Schloss ist taxodont, die Schlossplatte gebogen. Die Zähnchen werden zum Rand hin größer und sind zunehmend nach außen gekippt, können fast parallel zum Schlossrand angeordnet sein. Die mittleren Zähnchen sind verkümmert, bei einigen Arten enthält das Schloss nur noch wenige Zähnchen. In der vorderen und hinteren Gruppe können die Zähnchen jeweils mittig gewinkelt sein. Das Ligament ist länglich und schmal und liegt vor und hinter dem Wirbel.
Die Ornamentierung besteht aus radialen und konzentrischen Rippen, die ein mehr oder weniger deutliches Gittermuster erzeugen. Das dicke Proostrakum ist oft zu Haaren ausgezogen und bildet einen Bart.

## Geographische Verbreitung und Lebensraum
Die Gattung kommt in warmen tropischen und subtropischen Meeren vor. Die Muscheln leben mit Byssus angeheftet auf Hartgründen, Felsen und Korallen. Sie kommen vom Gezeitenbereich bis in mehreren Hundert Meter Wassertiefe vor.

## Taxonomie
Das Taxon wurde 1842 von John Edward Gray aufgestellt. Typusart ist Arca barbata Linné, 1758. Die MolluscaBase und die Paleobiology Database stellen folgende rezente und fossile Arten zur Gattung Barbatia;
- Gattung Barbatia Gray, 1842
  - †Barbatia aegyptiaca Fourtau, 1917 (Kreide)
  - †Barbatia allodebilis (P. J. Fischer, 1927)
  - †Barbatia amydaloides (Deshayes, 1858) (Eozän)[4]
  - Barbatia amygdalumtostum (Röding, 1798)
  - †Barbatia appendiculata (Sowerby, 1820) (Eozän)[4]
  - †Barbatia articulata (Deshayes, 1858)
  - †Barbatia asperula (Deshayes, 1858)
  - †Barbatia aspera Conrad, 1854 (Eozän)
  - †Barbatia auversiensis (Deshayes, 1858) (Eozän)[4]
  - †Barbatia awamoana Finlay, 1930 (Altonian, entspricht etwa Burdigalium)
  - †Barbatia axinaea Boettger, 1883 (Miozän)
  - Bärtige Archenmuschel (Barbatia barbata (Linnaeus, 1758))
  - †Barbatia barbatula (Lamarck, 1804) (Eozän)[4]
  - †Barbatia bernayi (Deshayes, 1858) (Eozän)[4]
  - †Barbatia boutillieri (Cossmann, 1887) (Eozän)[4]
  - Barbatia bullata (Reeve, 1844)
  - Barbatia candida (Helbling, 1779)
  - †Barbatia carolinensis Conrad, 1849 (Kreide)
  - Barbatia cometa (Reeve, 1844)
  - Barbatia complanata (Bruguière, 1789)
  - †Barbatia constantiensis (Cossmann & Pissarro, 1903) (Eozän)[4]
  - †Barbatia consutilis Tate, 1886 (Paläogen)
  - †Barbatia corvamnis Harris, 1946
  - †Barbatia crustata Tate, 1886
  - †Barbatia culleni Dey, 1961
  - †Barbatia cylindracea (Deshayes, 1829) (Eozän)[4]
  - †Barbatia dactylus (Koenen, 1893)[5]
  - Barbatia decussata (G. B. Sowerby I, 1833)
  - †Barbatia deusseni Gardner, 1927
  - †Barbatia dissimilis Tate, 1886
  - †Barbatia dissimulina (Chapman & Crespin, 1928)
  - †Barbatia distans (Deshayes, 1858) (Eozän)[4]
  - Barbatia domingensis (Lamarck, 1819)
  - †Barbatia dubusi (Cossmann & Pissarro, 1903) (Eozän)[4]
  - †Barbatia duchasteli (Deshayes, 1829)
  - †Barbatia empolensis Micheli & Torre, 1966 (Pliozän)
  - †Barbatia epitheca Cotton, 1947
  - Barbatia foliata (Forsskål in Niebuhr, 1775)
  - Barbatia gabonensis Oliver & Cosel, 1993
  - †Barbatia gervaisi (Bayan, 1873)
  - †Barbatia gibba (Martin, 1879)
  - †Barbatia gracilis (Deshayes, 1858)
  - †Barbatia gracilicostata Favre, 1913 (Oberer Jura)
  - †Barbatia gravesii (d'Orbigny, 1850)
  - Barbatia grayana Dunker, 1867
  - Barbatia hachijoensis Hatai, Niino & Kotaka in Niino, 1952
  - Barbatia hawaia Dall, Bartsch & Rehder, 1938
  - Barbatia illota (G. B. Sowerby I, 1833)
  - †Barbatia inglisia Richards & Palmer, 1953
  - †Barbatia interrupta (Lamarck, 1804) (Eozän)[4]
  - †Barbatia irregularis Cossmann & Pissaro, 1906
  - †Barbatia kayalensis Dey, 1961
  - Barbatia lacerata (Bruguière, 1789)
  - †Barbatia landesi (Weaver & Palmer, 1922) (Eozän)[4]
  - †Barbatia legayi Rigaux & Sauvage, 1868
  - Barbatia legumen (Lamy, 1907)
  - †Barbatia lignitifera Aldrich, 1908
  - †Barbatia limatella Tate, 1886
  - †Barbatia ludoviciana Harris, 1919 (Eozän)
  - Barbatia lurida (G. B. Sowerby I, 1833)
  - †Barbatia mackayi H. Woods, 1917
  - †Barbatia magellanoides (Deshayes, 1829) (Eozän)[4]
  - †Barbatia malaiana Martin, 1917
  - †Barbatia marceauxiana (Deshayes, 1858) (Eozän)[4]
  - †Barbatia marylandica Conrad, 1840 (Miozän)
  - †Barbatia mauryae Olsson, 1922
  - †Barbatia merriami Van Winkle, 1918
  - †Barbatia microundula (Chapman & Crespin, 1928)
  - †Barbatia modioliformis (Deshayes, 1829) (Mittleres Eozän)[5]
  - Barbatia molokaia Dall, Bartsch & Rehder, 1938
  - Barbatia montforti Le Renard, 1994
  - Barbatia multivillosa (Iredale, 1939)
  - †Barbatia mundeformata (Laws, 1939)
  - †Barbatia mytiloides (Brocchi, 1814) (Pliozän)
  - †Barbatia nanggulanensis Martin, 1914
  - Barbatia novaezealandiae (E. A. Smith, 1915)
  - †Barbatia nysti (Rovereto, 1899)[5][6] (Oligozän)
  - Barbatia oahua Dall, Bartsch & Rehder, 1938
  - †Barbatia obliquaria (Deshayes, 1829)
  - Barbatia obliquata (Wood, 1828)
  - †Barbatia oostinghi Beets, 1941
  - †Barbatia ornata (Deshayes, 1858)
  - †Barbatia paradiagona Dockery, 1982
  - Barbatia parva (G. B. Sowerby I, 1833)
  - Barbatia parvivillosa (Iredale, 1939)
  - Barbatia perinesa Oliver & Chesney, 1994
  - Barbatia pistachia (Lamarck, 1819)
  - Barbatia platei (Stempell, 1899)
  - Barbatia plicata (Dillwyn, 1817)
  - †Barbatia polymorpha (Mayer, 1868) (Miozän)[4]
  - †Barbatia praenominata Cossmann & Peyrot, 1912
  - †Barbatia pumila Tate, 1886
  - Barbatia pyrrhotus Oliver & Holmes, 2004
  - †Barbatia quilonensis Dey, 1961
  - Barbatia reeveana (d’Orbigny, 1846)
  - †Barbatia rembangensis Martin, 1910
  - Barbatia revelata (Deshayes in Maillard, 1863)
  - †Barbatia rhomboidella (Lea, 1833) (Eozän)[4]
  - †Barbatia rigaultiana (Deshayes, 1858) (Eozän)[4]
  - †Barbatia sabuletorum (Deshayes, 1858)
  - †Barbatia scabrosa (Nyst, 1843) (Mittleres Oligozän)
  - Barbatia scazon (Iredale, 1939)
  - Barbatia sculpturata Turton, 1932
  - †Barbatia seraperta Harris, 1946
  - Barbatia setigera (Reeve, 1844)
  - †Barbatia simulans Tate, 1886
  - Barbatia solidula Dunker, 1868
  - †Barbatia sculptata (Deshayes, 1829) (Eozän)[4]
  - †Barbatia spathulata (Deshayes, 1858) (Eozän)[4]
  - Barbatia stearnsi (Pilsbry, 1895)
  - †Barbatia striatularis (Deshayes, 1858) (Thanetium)[4]
  - †Barbatia strongi Loel & Corey, 1932
  - †Barbatia subhelbingi (d’Orbigny, 1852) (Miozän)[4]
  - †Barbatia subplanicosta (Oppenheim, 1903) (Eozän)[4]
  - †Barbatia subtrigonalis Martin, 1883
  - †Barbatia sundaiana Martin, 1916
  - †Barbatia supracretacea (d'Orbigny, 1850)
  - †Barbatia suzzalloi Weaver & Palmer, 1922
  - Barbatia terebrans (Iredale, 1939)
  - †Barbatia textiliosa (Deshayes, 1858)
  - Barbatia trapezina (Lamarck, 1819)
  - †Barbatia uxorispalmeri Stenzel & Krause, 1957
  - Barbatia virescens (Reeve, 1844)
  - †Barbatia wendti Lamy, 1950

Die ältesten fossilen Arten der Gattung Barbata stammen aus dem Jura. Huber (2010) fasst die Gattung dagegen viel engeser auf und trennt die meisten Arten in anderen Gattungen ab. Nach seiner Meinung sollen nur Barbatia barbata, Barbatia novaezealandiae, Barbatia perinesa, Barbatia pistachia und eine bisher unbeschriebene Form aus Polynesien zur Gattung Barbatia gehören.

## Belege